# Eduard van der Sluis
Eduard van der Sluis (of van der Sluijs) was een 18e-eeuwse patriot in Amsterdam.
Hij werd geboren in Utrecht, als zoon van Jan van der Sluis en Maria Jacoba van Deventer, en op 10 januari 1754 in de Jacobikerk gedoopt. Eduard van der Sluis vertrok naar Amsterdam waar hij studeerde. Hij trouwde er op 5 juli 1776 met Harmana van Lottum van Deventer.
Eduard van der Sluis deed in het Stadhuis mee aan beraadslagingen om de revolutie uit te roepen in januari 1795. Vanuit het Amsterdamse comité namen de twee leden Ondorp en Van der Sluijs het initiatief de voorbereidingen voor de omwenteling, inclusief het afzetten van de oude regering en het invoeren van een volksvertegenwoordiging, voort te zetten
Anderen voegden zich bij Ondorp en Van der Sluijs. Op 2 januari 1795 constitueerden de zeven leden zich en vroegen nog drie om toe te treden. Het Amsterdams Comité Revolutionair bestond uit:
- G. Cruijs;
- S.I. Wiselius;
- J. Ondorp Eduard van der Sluijs;
- J. 't Hoen, I.W. van Hasselt;
- P.J.B.C. van der Aa;
- I.I.A. Gogol;
- F.B. Duivveld;
- D. van Laer.